# 尹练池
尹练池（1984年1月12日—），广东增城人，中国击剑手，擅长重剑。尹练池入道击剑之前曾练田径，1998年3月入广州市伟伦体育运动学校（今广州体育职业技术学院）后改练击剑。2003年1月自广州伟伦体校进入广东省队，2003年4月入中国国家队。其最好成绩是获得2008年男子重剑世界杯（伊朗基什岛，2008年1月13日）赛亚军，北京2008年奥运会男子重剑团体赛第4名。